# Harpactea sciakyi
Harpactea sciakyi är en spindelart som beskrevs av Carlo Pesarini 1988. Harpactea sciakyi ingår i släktet Harpactea och familjen ringögonspindlar.
Artens utbredningsområde är Spanien. Inga underarter finns listade i Catalogue of Life.